# Witbefjufferduif
De witbefjufferduif (Ptilinopus rivoli) is een vogel uit de familie Columbidae (duiven).

## Verspreiding en leefgebied
Deze soort komt voor van de Molukken tot Umboi en telt vijf ondersoorten:
- P. r. prasinorrhous: de Molukken, de eilanden van Papoea-Nieuw-Guinea, de Aru-eilanden en de eilanden van Geelvinkbaai.
- P. r. bellus: Nieuw-Guinea, Karkar en Goodenough.
- P. r. miquelii: Japen en Meos Num (nabij noordelijk Nieuw-Guinea).
- P. r. rivoli: Umboi.
- P. r. strophium: Louisiaden, Egum Atoll (Trobriand-eilanden).